# Tennisalbue
Tennisalbue (lægelatin: Epicondylitis lateralis humeri) er smerter på ydersiden af albuen, oftets forårsaget af en betændelsestilstand der hvor muskel senen hæfter fast i albueknoglen.

## Årsager til tennisalbue
Tennisalbue er en type gentagne belastningsskader som følge af overforbrug af sener og mislykket heling af senen. Tidlige eksperimenter antydede, at tennisalbue primært var forårsaget af overanstrengelse. Undersøgelser viser imidlertid, at traumer såsom direkte slag mod epikondylen, et pludseligt kraftigt træk eller kraftig forlængelse forårsager mere end halvdelen af disse skader. Gentagne gange at slå en tennisbold i de tidlige stadier af at lære sporten forårsager chok på albueleddet og kan bidrage til at sammensætte tilstanden.
Der er flere aspekter af tennis, der kan få en spiller til at udvikle "tennisalbue". Fra et teknisk perspektiv, at føre en backhand med din albue, overdreven pronation af underarmen, når du lægger topspin på en forehand, og overdreven flexion af håndleddet på en servering, kan alle i høj grad føre til tennis albue. Andre ting, der kan forbedres, er: racetype, grebstørrelse, strengspænding, type domstoloverflade og kuglevægt.

## Forebyggelsestiltag for tennisalbue
- Reducer mængden af spilletid, hvis du allerede er skadet eller føler smerter i ydersiden af albuen.
- Bliv i generelt god fysisk form.
- Styrke underarmens muskler, overarmen (biceps, triceps) —og skulderen (deltoid muskel) og øvre del af ryggen (trapezius) ). Forøget muskelstyrke øger stabiliteten i led, såsom albuen.
- Brug ligesom andre sportsgrene udstyr, der passer til din evne, kropsstørrelse og muskelstyrke.[3]
- Undgå gentagne løft eller træk af tunge genstande (især over dit hoved).[4]

## Tennisalbue og arbejdsskade
Tennisalbue er en almindelig arbejdsrelateret skade. Da det er en gentagen belastningsskade, kan visse bevægelser føre til tennisalbue, hvis de gentages dagligt i en lang periode, såsom: Krølle bevægelse af armen, løft eller flyt objekter flere gange, bevægelser, der kræver udstrakt brug af hænderne og grebstyrken, bevægelse af armen fra side til side osv.